# Háje nad Jizerou

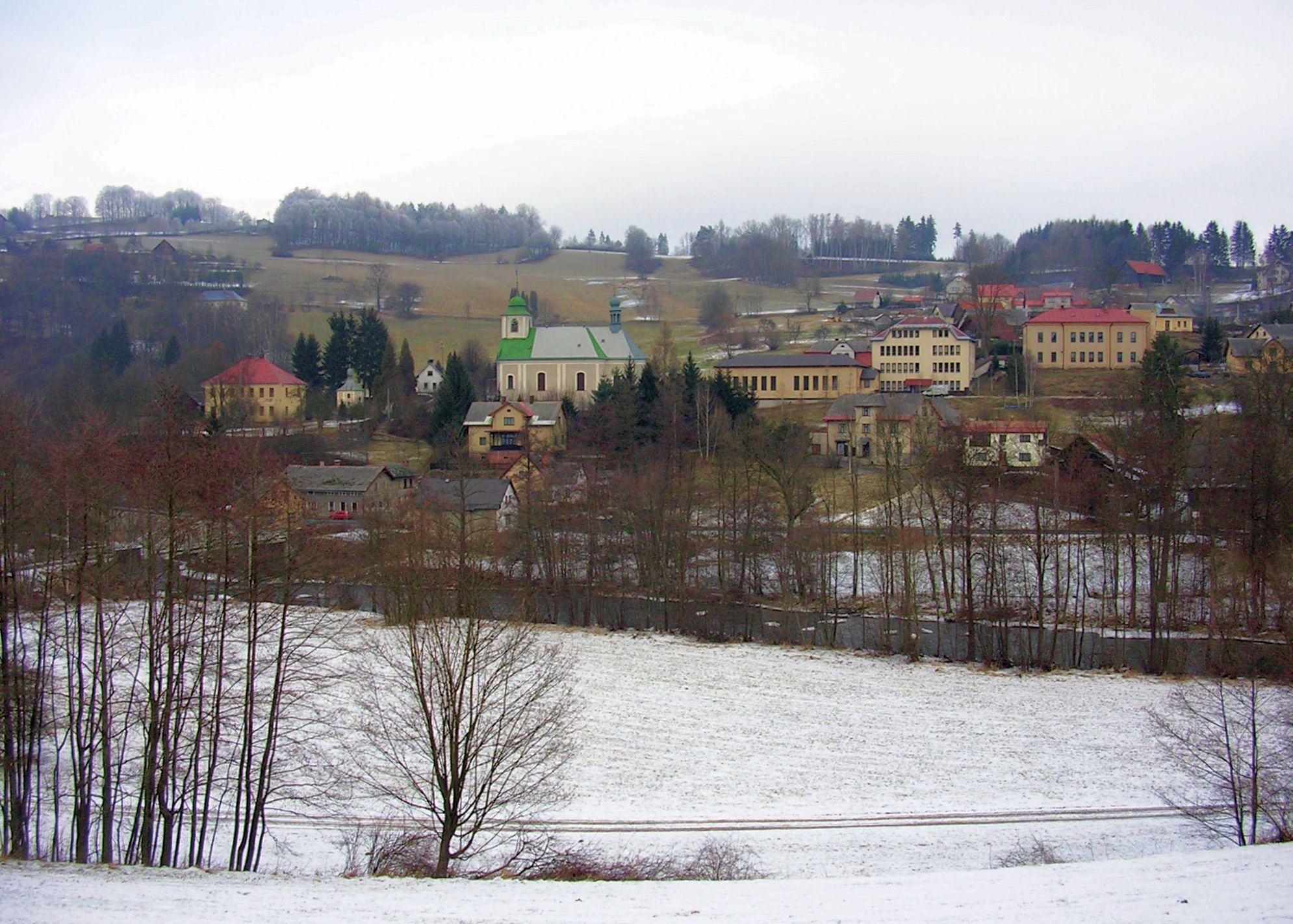
Loukov: zleva fara, kostel sv. Stanislava, tři školní budovy s obecním úřadem

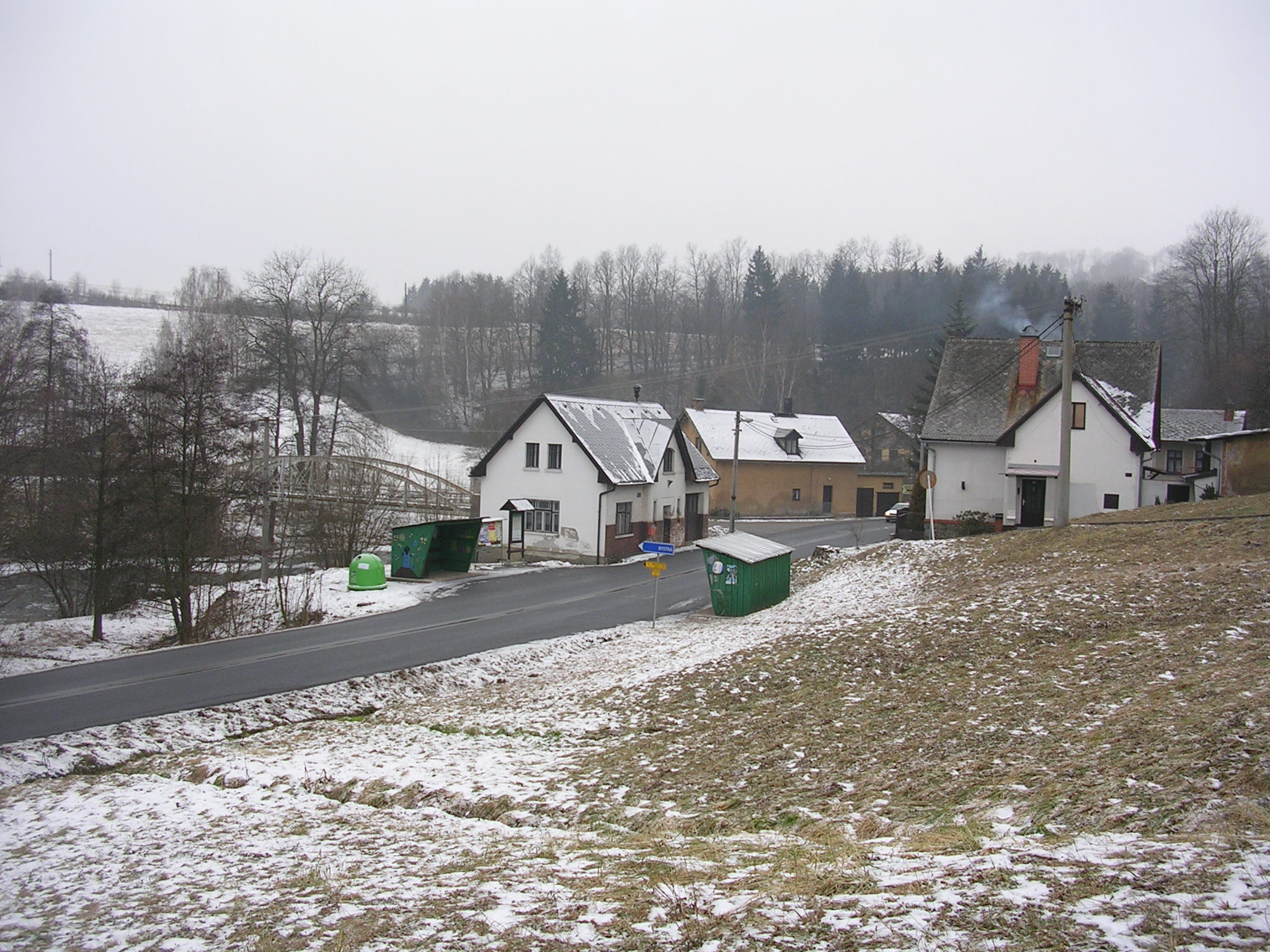
Loukov: autobusová zastávka, v pozadí most k Bystré nad Jizerou

Obec Háje nad Jizerou se nachází v okrese Semily, v Libereckém kraji, ve středu spojnice mezi městy Semily a Jilemnice, na březích řeky Jizery (Háje na levém břehu, ostatní části na pravém).
Žije zde 674 obyvatel. Dříve, k 1. 3. 2001, bylo v obci trvale hlášeno 637 obyvatel, z toho 302 v osadě Dolní Sytová, 154 v osadě Rybnice, 125 v osadě Loukov a 67 v osadě Háje nad Jizerou. V současné době je v obci celkem 188 trvale obydlených domů a 127 rekreačních chalup.
Obecní úřad sídlí v části Loukov.

## Historie
První písemná zmínka o obci pochází z roku 1636.
V minulosti[kdy?] se obec nazývala podle jiné své části Rybnice.

## Části obce
Od roku 1960 má obec tyto části:
- Háje nad Jizerou
- Dolní Sytová
- Loukov
- Rybnice

## Doprava
Obec leží u silnice č. 292 mezi Semily a Jilemnicí. Kromě místní linky v Hájích zastavují i některé dálkové autobusy.
Mimo území obce, v Horní Sytové, nedaleko osady Dolní Sytová na východním okraji území obce Háje, je železniční zastávka na regionální trati Martinice v Krkonoších - Rokytnice nad Jizerou.

## Pamětihodnosti
- Vodní mlýn
- Myslivna
- Rychta na návsi
- Socha svatého Jana Nepomuckého
- množství tradičních pojizerských usedlostí a stavení

## Kulturní a společenský život
Od roku 1960 je v obci místní lidová knihovna. V obci působí divadelní spolek Podhoran, TJ Sokol Dolní Sytová a menší spolky jako včelaři, svaz žen, myslivci, červený kříž.
V obci je jedna škola, a to Krakonošova ZŠ a MŠ Loukov. Škola vznikla v roce 1775, odkdy se vyučovalo na faře v Loukově. Škola působí ve staré budově z roku 1889, v nové budově z roku 1993 a v budově tělocvičny. V roce 1993 byla základní škola sloučena s mateřskou školou.
V roce 1875 navštěvovalo školu 160 dětí z vesnic Rybnice, Loukov, Bystrá a Háje nad Jizerou. V současné době 9 ročníků ZŠ působí v 7 třídách (dvě dvojice ročníků jsou spojené do společné třídy), které navštěvuje asi 100 dětí, MŠ navštěvuje kolem 20 dětí. Škola slouží pro celou obec, ale i pro sousední obec Bystrá nad Jizerou, mnozí žáci dojíždějí i ze vzdálenějších míst.
V Loukově sídlí římskokatolická farnost u kostela sv. Stanislava.

## Hasičské sbory
V obci jsou tři sbory dobrovolných hasičů: SDH Dolní Sytová, SDH Rybnice a SDH Loukov.
Hasičský sbor v Rybnici, sloužící též pro osady Loukov a Háje, byl založen roku 1892. Sbor vstoupil do Župní hasičské jednoty v Semilech. 15. července 1900 se v Rybnicích-Loukově konal 12. župní hasičský sjezd. Roku 1904 bylo postaveno nové hasičské skladiště, roku 1912 byla zakoupena čtyřkolová ruční stříkačka, která sloužila až do roku 1947.
Roku 1912 byl založen samostatný hasičský sbor Loukov.
V letech 1920–1938 se rybnický hasičský sbor účastnil na stavbě pomníku padlým, byla vybudována nová požární zbrojnice a požární nádrž u Janatů. Roku 1929 sbor pořádal v Rybnicích župní sjezd.
V roce 1947 byla zakoupena první motorová stříkačka PS 8 od firmy Stratílek. V roce 1970 byl zakoupen automobil GAZ 69. V roce 1991 byla zakoupena přenosná motorová stříkačka PS 12 včetně krytého podvozku.
V roce 1953 byla vybudována nová požární nádrž. V letech 1963 a 1978 byly k požární zbrojnici vybudovány další přístavby pro kulturní činnost. V letech 1985–1986 byla vybudována nová požární zbrojnice a garáže.
V roce 1960 sestavil sbor první soutěžní družstvo.
Sbor vyvíjel a vyvíjí bohatou kulturní činnost. Podílel se též na zvelebování obce, například na stavbě asfaltové cesty do Rybnic, údržbě cest a veřejných prostranství, výstavbě oplocení hřbitova, opravě soch v obci, stavbě autobusových čekáren a instalaci houpaček, pomoc při výstavbě a údržbě obecního vodovodu v letech 1973–1978 atd.

## Blízké obce a osady
- Benešov u Semil na západě
- Bystrá nad Jizerou na jihu
- Peřimov a Víchová nad Jizerou na východě
- Roprachtice za kopcem na severu